# الکس ۳۳۶۷
سیارک ۳۳۶۷ (به انگلیسی: 3367 Alex، نامگذاری:1983CA3) سه هزار و سیصد و شصت و هفتمین سیارک کشف شده‌است که در ۱۵ فوریه ۱۹۸۳ کشف شد.
قدر مطلق سیارک برابر ۱۲٫۰۰ است.